# Rupert Hambro
Rupert Nicholas Hambro (27 de junio de 1943 - 19 de febrero de 2021) fue un heredero, banquero, empresario y filántropo británico.

## Primeros años
Rupert Hambro nació el 27 de junio de 1943. Su padre, Jocelyn Hambro, se desempeñó como presidente de Hambros Bank de 1965 a 1972. Su madre fue Ann Silvia Muir. Su bisabuelo paterno, Carl Joachim Hambro, fue un emigrante danés que se estableció en Inglaterra y fundó el Hambros Bank.
Fue educado en Eton College. Estudió en la Universidad de Aix-Marsella en Aix-en-Provence, Francia.

## Carrera profesional
Hambro comenzó su carrera en 1962 en Peat Marwick Mitchell Co., que luego se fusionó con KPMG.
Se incorporó a la empresa familiar Hambros Bank en 1964. Formó parte de su junta directiva de 1969 a 1986 y fue su presidente de 1983 a 1986. En 1986, cofundó JO Hambro Capital Management, una firma de inversión en fusiones y adquisiciones, con su padre y dos hermanos. También era propietario de la firma de capital privado Hambro & Partners.
Fue presidente de Woburn Enterprises, que incluye Woburn Safari Park, Woburn Abbey, campos de golf y hoteles. También formó parte de las juntas directivas de Anglo American plc, Telegraph Group y Sedgwick Group. En 1976, fue miembro de la junta directiva de White Pass y Yukon Corporation Ltd., propietaria de un ferrocarril en White Pass y Yukon Route en Canadá.
Fue presidente de Cazenove & Loyd, una agencia de viajes de lujo, desde 2003. Además, fue presidente de Theo Fennell PLC y presidente de Sipsmith desde 2009. Se desempeñó en el Consejo de Supervisión del Bank Gutmann. También se desempeñó como presidente de Robinson Hambro, una agencia de contratación de directores corporativos, desde 2010.
El 4 de noviembre de 2013, Hambro incorporó Hambro Perks Ltd. con Dominic Perks y fue director de la empresa.
Escribió en The Spectator.
Según The Sunday Times Rich List en 2020, su patrimonio neto se estimó en £151 millones.
Falleció el 19 de febrero de 2021 a la edad de 77 años tras una larga enfermedad.

## Filantropía
Hambro fue Tesorero del Fondo Nacional de Colecciones de Arte de 1991 a 2003. Fue presidente del Museo de los Docklands de Londres de 1995 a 2008.
Se desempeñó como presidente de The Silver Trust desde 1988 y vicepresidente de la Royal British Society of Sculptors desde 1997. Se desempeñó en el Consejo del Royal College of Art desde 2010, y fue miembro honorario de la Universidad de Bath. Además, se desempeñó como presidente de la Junta de Desarrollo y Estrategia de la Sociedad Zoológica de Londres desde 2011. Se desempeñó en la Junta de Síndicos de la Colección Wallace.
Formó parte del Consejo Asesor de Open Europe, un grupo de expertos que promueve la reforma dentro de la Unión Europea, desde 2006. Es Caballero de la Orden del Halcón de Islandia.
Fue nombrado CBE en el 2014 Birthday Honors por servicios caritativos.

## Vida personal
Hambro se casó con Mary Boyer (Robin) en 1970. Tienen un hijo, Jonathan, y una hija, Flora.
Su esposa Robin Hambro es un filántropa nacida en Estados Unidos, ex editora en Londres de American Vogue que figura en la lista internacional de los mejor vestidos. Fue miembro de White's, Groucho Club y The Walbrook Club en la ciudad de Londres, así como del Jupiter Island Club en Hobe Sound, Florida.